# Fritz Höppler
Fritz Höppler (vollständiger Name: Ernst Fritz Höppler; * 29. April 1897 in Cannewitz; † 16. Januar 1955 in Medingen, DDR) war Ingenieur, Chemiker und Erfinder auf dem Gebiet der rheologischen Messtechnik.

## Leben
Fritz Höppler studierte an der Universität Leipzig, am Friedrichs-Polytechnikum (Hochschule für angewandte Technik) in Köthen und an der Technischen Hochschule Hannover Technische Chemie, musste aber nach Ausbruch des Ersten Weltkriegs das Studium unterbrechen. Er wurde zum Kriegsdienst eingezogen, später verwundet, und schloss nach der Wiederaufnahme sein Studium 1922 ab. Von 1924 bis 1926 arbeitete er zunächst bei Henkel, bis er 1927 als Chemiker bei der Firma Gebrüder Haake in Medingen eintrat. Als Leiter des Betriebslabors machte er in den Jahren 1927 bis 1948 seine wichtigsten Erfindungen. Der Betrieb wurde im Zweiten Weltkrieg als kriegswichtig eingestuft und Fritz Höppler konnte so seine Entwicklungen weiterführen.
Nach Kriegsende wurde er von der sowjetischen Besatzungsmacht als Betriebsführer eingesetzt. Dank seines Erfindungsreichtums konnte er die damalige Nahrungsknappheit durch geschickte Verwertung von Wehrmachtsbeständen (Cola-Nüsse) deutlich verbessern. Er stellte die komplette Produktion auf Lebensmittel um und konnte so den Betrieb wirtschaftlich autark machen. Unter dem Vorwurf schwerer Wirtschaftsverbrechen wurde er inhaftiert. Ohne Verhandlung saß er 15 Monate in Untersuchungshaft und wurde schließlich mit der kurzen Entschuldigung „wir haben uns geirrt“ entlassen. Fritz Höppler nahm seine Tätigkeit im nunmehr volkseigenen Betrieb, jetzt VEB Prüfgerätewerk Medingen, wieder auf. Er erhielt als Wiedergutmachung außer Gehaltsnachzahlungen den Titel „Verdienter Erfinder“, doch die Haftzeit hatte ihre Spuren hinterlassen. Er starb nur wenige Jahre später im Alter von 58 Jahren und liegt auf dem Waldfriedhof von Medingen begraben.

## Leistungen
Höpplers wichtigste Leistung ist außer der Entwicklung von verschiedenen Verfahrenstechniken zur Herstellung von Stärkederivaten die Entwicklung von rheologischen Messinstrumenten:
- Kugelfallviskosimeter (* 1932, heute DIN 53015)
- Kugeldruckviskosimeter (* 1938)
- Konsistometer
- Mikro-Plastometer
- Quasi-Viskosimeter

außerdem:
- diverse Temperierbäder
- ein Gerät zur Bestimmung des Fettgehalts von Milch